# Il fiocco verde
Il fiocco verde è un romanzo dello scrittore italiano Marino Moretti scritto e pubblicato nel 1948 che nell'edizione del 1956 riporterà il sottotitolo "Scene e figure dell'estremo Ottocento".

## Trama
Si narra la vicenda di Don Nazareno Campogrande che da parroco di campagna diventa vescovo di una, non precisata, cittadina romagnola. Don Nazareno, che è descritto come un personaggio libero e progressista, si scontra presto con i clericali più intransigenti, tra i quali il nipote don Osanna.
Ad aiutare il prelato a continuare nelle sue opere di bene e ad allontanare dalla sua persona alcuni intrighi che potrebbero fargli del male, si curano le donne di casa e soprattutto la nipote Daniella che gli è molto affezionata. Ma proprio da Daniella egli riceverà un grande dolore quando ella, innamoratasi di un pittore, lascerà la famiglia per convivere con lui. Alla morte del figlioletto però, Daniella tronca la relazione e fa ritorno a casa dove conosce un uomo con il quale contrarrà un matrimonio regolare e si trasferirà con lui in Argentina dopo aver ottenuto dallo zio il perdono e l'assoluzione per il suo peccato.